# Loving You's a Dirty Job (but Somebody's Gotta Do It)
«Loving You's a Dirty Job (but Somebody's Gotta Do It)» (en español: «Amarte es un trabajo sucio, pero alguien tiene que hacerlo») es una canción pop escrita y compuesta por Jim Steinman y fue lanzada como sencillo en 1986 por Bonnie Tyler en dúo con Todd Rundgren. La canción aparece en el álbum de estudio de Bonnie Tyler Secret Dreams and Forbidden Fire.

## Lista de canciones
Disco de vinilo
1. «Loving You's a Dirty Job (But Somebody's Gotta Do It)» — 5:40
2. «Under Suspicion» — 4:24
3. «Loving You's a Dirty Job (But Somebody's Gotta Do It)» (versión extendida) — 7:48
4. «Under Suspicion» — 4:24
5. «It's a Jungle out There» — 3:57

## Posicionamiento en las listas
| País (1986)                     | Mejor posición |
| ------------------------------- | -------------- |
| Bélgica (Flandes) (Ultratop 50) | 35             |
| Francia (SNEP)                  | 34             |
| Alemania (Media Control AG)     | 41             |
| Suiza (Schweizer Hitparade)     | 24             |
| Reino Unido (UK Singles Chart)  | 73             |